# Courlans
Courlans – miejscowość i gmina we Francji, w regionie Burgundia-Franche-Comté, w departamencie Jura.
Według danych na rok 1990 gminę zamieszkiwało 640 osób, a gęstość zaludnienia wynosiła 104 osoby/km² (wśród 1786 gmin Franche-Comté Courlans plasuje się na 252. miejscu pod względem liczby ludności, natomiast pod względem powierzchni na miejscu 714.).